# 岸博一
岸 博一（きし ひろいち、1954年（昭和29年）12月1日 - ）は、日本の政治家。石川県羽咋市長（1期）。元羽咋市議会議員（1期）。

## 来歴
石川県羽咋町（現・羽咋市旭町）出身。石川県立羽咋高等学校卒業。1977年（昭和52年）3月、明治大学法学部卒業。同年4月、羽咋市役所に入庁。教育次長などを歴任。
2016年（平成28年）10月2日に行われた羽咋市長選挙に立候補するも現職の山辺芳宣に敗れ落選。
※当日有権者数：19,334人 最終投票率：75.81%（前回比：-4.7pts）
| 候補者名 | 年齢 | 所属党派 | 新旧別 | 得票数  | 得票率 | 推薦・支持 |
| -------- | ---- | -------- | ------ | ------- | ------ | ---------- |
| 山辺芳宣 | 75   | 無所属   | 現     | 7,528票 | 51.76% |            |
| 岸博一   | 61   | 無所属   | 新     | 7,017票 | 48.24% |            |

2017年（平成29年）9月3日に行われた羽咋市議会議員選挙に立候補しトップ当選を果たす。
2020年（令和2年）6月10日、市長の山辺は市議会定例会で、任期満了に伴う市長選に出馬しない考えを表明した。当初、市長選は市議会会派「自民羽咋」と「羽咋市民の会」が前副市長の備後克則を統一候補として擁立。しかし同年9月10日に元市議の横山高博が出馬表明すると両会派の関係が悪化。岸の出馬表明後、横山は取りやめ、「自民羽咋」の支援を受けた岸と、連合石川の推薦、「羽咋市民の会」の支援、山辺の後継指名を受けた備後の一騎打ちとなった。異例の短期決戦となった市長選は10月4日に行われ、岸が177票差で備後を破り初当選を果たし、11月1日に就任した。
※当日有権者数：18,344人 最終投票率：74.62%（前回比：-1.19pts）
| 候補者名 | 年齢 | 所属党派 | 新旧別 | 得票数  | 得票率 | 推薦・支持       |
| -------- | ---- | -------- | ------ | ------- | ------ | ---------------- |
| 岸博一   | 65   | 無所属   | 新     | 6,835票 | 50.66% |                  |
| 備後克則 | 64   | 無所属   | 新     | 6,658票 | 49.34% | （推薦）連合石川 |